# Michael Todd (astronome)
Pour les articles homonymes, voir Todd et Michael Todd.
| (257296) Jessicaamy  | 20 avril 2009 |
| (392120) Heidiursula | 18 mars 2009  |
| (296462) Corylachlan | 23 avril 2009 |

Michael Todd est un astronome australien.
Il est diplômé en 2010 de l'Université d'Australie-Occidentale.
Le Centre des planètes mineures le crédite de la découverte de trois astéroïdes, toutes effectuées en 2009.